# Sara la noire
 (septembre 2010).
Améliorez-le ou discutez des points à vérifier. 
Sara la noire (Sara e Kali en langue romani) est une sainte vénérée par la communauté des Gitans aux Saintes-Maries-de-la-Mer en Camargue. Une légende fait d'elle la servante des Maries honorées en Provence. Une autre légende la tient pour une païenne de haute naissance, convertie à la religion chrétienne.

## Dans la tradition chrétienne

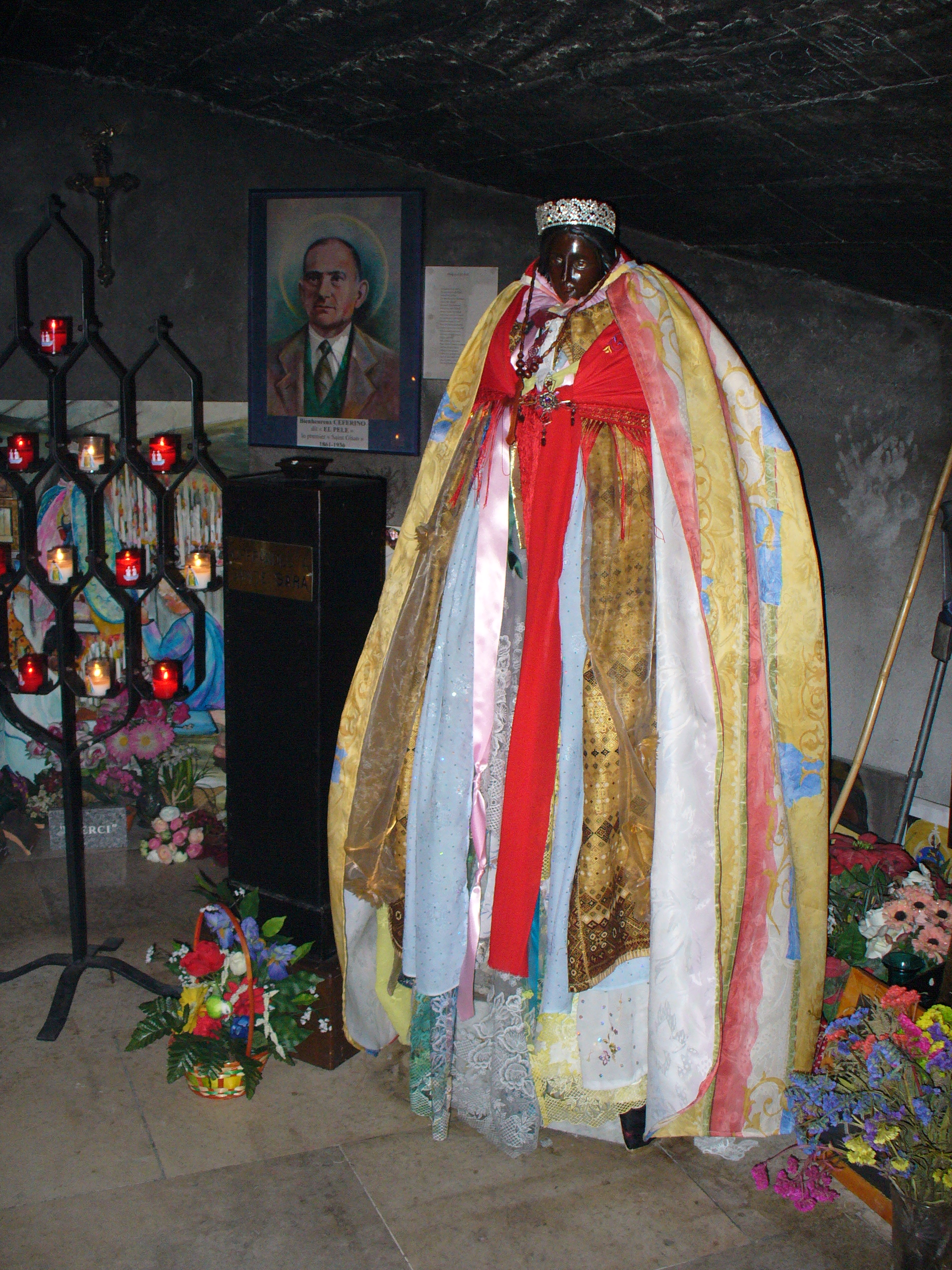
Une statue de sainte Sara la noire à Saintes-Maries-de-la-Mer.

Sara viendrait de Haute-Égypte épouse répudiée du roi Hérode[Lequel ?] et serait la servante noire de Marie Salomé et Marie Jacobé ; après la Crucifixion de Jésus, à la mort de Marie, Marie-Salomé, Marie Jacobé et Marie Madeleine auraient dérivé sur une barque vers la côte provençale, au lieu-dit  Oppidum-Râ, ou Notre-Dame-de-Ratis (Râ devenant Ratis, ou barque) (Droit, 1961, 19) ; le nom passant à Notre-Dame-de-la-Mer, puis aux Saintes-Maries-de-la-Mer en 1838. D'autres versions de la légende incluent Joseph d'Arimathie (qui serait le porteur du saint Graal selon d'autres légendes ultérieures). En France, le jour officiel de leur pèlerinage est le 25 mai. Le film de Tony Gatlif, Latcho Drom (1993) montre cette procession annuelle, ainsi que le film de Louis Mouchet Le Chant des Rroms qui établit également la filiation avec Kali.

## Histoire du culte

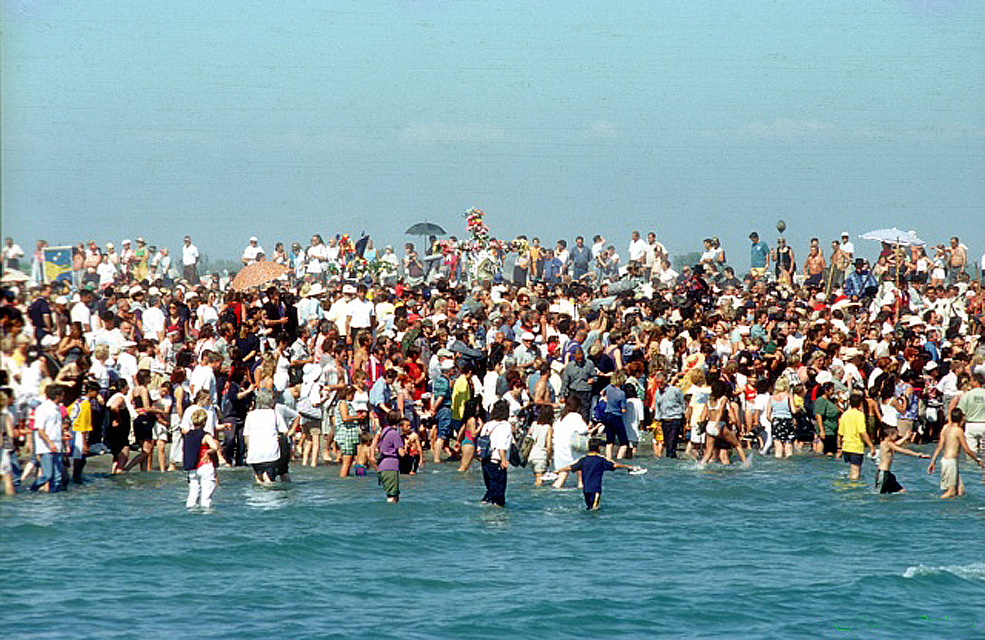
Bain rituel dans la mer lors du pèlerinage aux Saintes-Maries

Bien que la tradition des Maries soit assez ancienne, elle apparaît dans la Légende dorée du XIIIe siècle, Sarah - Sara chez les gitans n'a pas de h selon les propos recueillis par Rolf Kesselring - n'apparaît pas avant 1521 dans La Légende des Saintes-Maries de Vincent Philippon.
Au début du XVIIIe siècle, Jean de Labrune écrit : 

« L'an 1447 il [ René d'Anjou ] envoya demander des Bulles au Pape Nicolas V pour procéder à l'inquisition de ces Corps Saints ; ce qui lui ayant été accordé, les Os des Maries furent mis dans de riches et superbes Châsses. Pour Sainte Sara, comme elle n'était pas de la qualité de ses Maîtresses, ses ossements ne furent renfermés que dans une simple caisse, qu'on plaça sous un Autel dans une Chapelle souterraine. »

Son culte n'a laissé aucune trace avant 1800. De tradition provençale, il reprend les rites de celui des « saintes Maries de la mer », dont elle est la servante selon la tradition hagiographique. Fernand Benoit, qui fut le premier historien à décrypter ce folklore, souligne que comme pour Marie Jacobé, Marie Salomé et Marie Magdeleine, c'est une procession à la mer que font les Bohémiens depuis 1936. Elle précède d'un jour celle des Maries, et la statue de Sara la noire est immergée jusqu'à mi-corps.
En Camargue, l'immersion rituelle dans la mer obéit à une tradition séculaire. Déjà au XVIIe siècle, en souvenir de la légende de la Madelaine qui explique que la barque aborda sur ces rivages, les Camarguaises et Camarguais se rendaient à travers les bois et les vignes, sur la plage, alors éloignée de plusieurs kilomètres de l'église des Saintes, et se prosternaient à genoux dans la mer.

« Le rite de la navigation du « char naval », dépouillé de la légende du débarquement, apparaît comme une cérémonie complexe qui unit procession du char à travers la campagne et pratique de l'immersion des reliques ; il se rattache aux processions agraires et purificatrices qui nous ont été conservées par les fêtes des Rogations et du Carnaval »

— Fernand Benoit, La Provence et le Comtat Venaissin, Arts et traditions populaires
.
Et l'historien de souligner que ces processions à la mer participent au caractère même de la civilisation provençale et à sa crainte respectueuse de la Méditerranée puisqu'elles se retrouvent tant aux Saintes-Maries-de-la-Mer, qu'à Fréjus, Monaco, Saint-Tropez ou Collioure, liées à d'autres saints ou saintes.

## Les influences

### Kâlî
Sara-la-Kali (Sara la noire) pourrait rappeler selon certains la déesse indienne Kâlî (Bhadrakali, Uma, Durga, et Syama). Cette appellation concorde avec l'hypothèse de la provenance indienne des Roms vers le IXe siècle. Elle serait alors une manifestation syncrétique et christianisée de Kali. Mais sachant que les Roms viendraient d'Inde et que kali veut simplement dire "noir", ce lien pourrait n'être qu'une invention postérieure de ceux qui tendent au syncrétisme. Durga, autre nom de Kali, déesse de la création, de la maladie et de la mort, pourvue d'un visage noir, est aussi immergée dans l'eau tous les ans en Inde (Weyrauch, 2001, 262). Cela dit, la hiérarchie catholique romaine et les fidèles ne tombent pas dans ce syncrétisme car Sarah est une personne bien réelle, une sainte, et non une idole. C'est pourquoi le pèlerinage des Saintes-Maries-de-la-Mer reste dans le giron officiel du christianisme.

« Lors du festival Rôm qui eut lieu pendant le premier Congrès international Rôm en 1971, une grande affiche fut diffusée partout. Elle montrait une procession avec Sainte Sara et une légende expliquait : « La statue de sainte Sara sera portée sur les épaules des Roms. Sainte Sara, la grande sainte protectrice des Roms, représente la forme christianisée de la déesse indienne Kãli. Déesse du Destin et de la Bonne Fortune, elle a été respectée par le peuple des Roms depuis que les premiers d'entre eux quittèrent leur patrie d'origine dans le Nord de l'Inde il y a mille ans... ». Pour marquer la fin dudit festival, la statue de sainte Sara eut droit à une grande procession à la fin de laquelle elle fut immergée dans une pièce d'eau voisine. Ceci fut fait très exactement de la même manière que lors des fêtes d'octobre du Durga Puja en Inde. »

— Régis Blanchet, Un peuple-mémoire les Roms
Cette origine hindoue de Sainte Sara se confirmerait pour certains dans le fait que la statue n'est pas exposée dans une église mais dans la crypte. Selon les Roms, la sainte vient d'un temps où les églises n'existaient pas. Même si les habits de Sainte Sara sont différents de ceux de Kâlî (la Déesse est nue, « vêtue » de sa longue chevelure), sa face noire, quant à elle, la relierait à la représentation de la Déesse hindoue ; mais cela pourrait tout simplement être du au teint naturel de la sainte.
Lors du culte à « Sara-la-noire », on vient d'abord illuminer des bougies, et l'on porte un baiser respectueux sur un pied ou le bas de la robe de la statue, en signe de vénération (et non d'adoration qui est réservée à Dieu seul dans la foi chrétienne). L'après-midi, vers quatre heures, la sainte est portée sur les épaules des hommes qui se dirigent vers la mer où elle sera immergée.

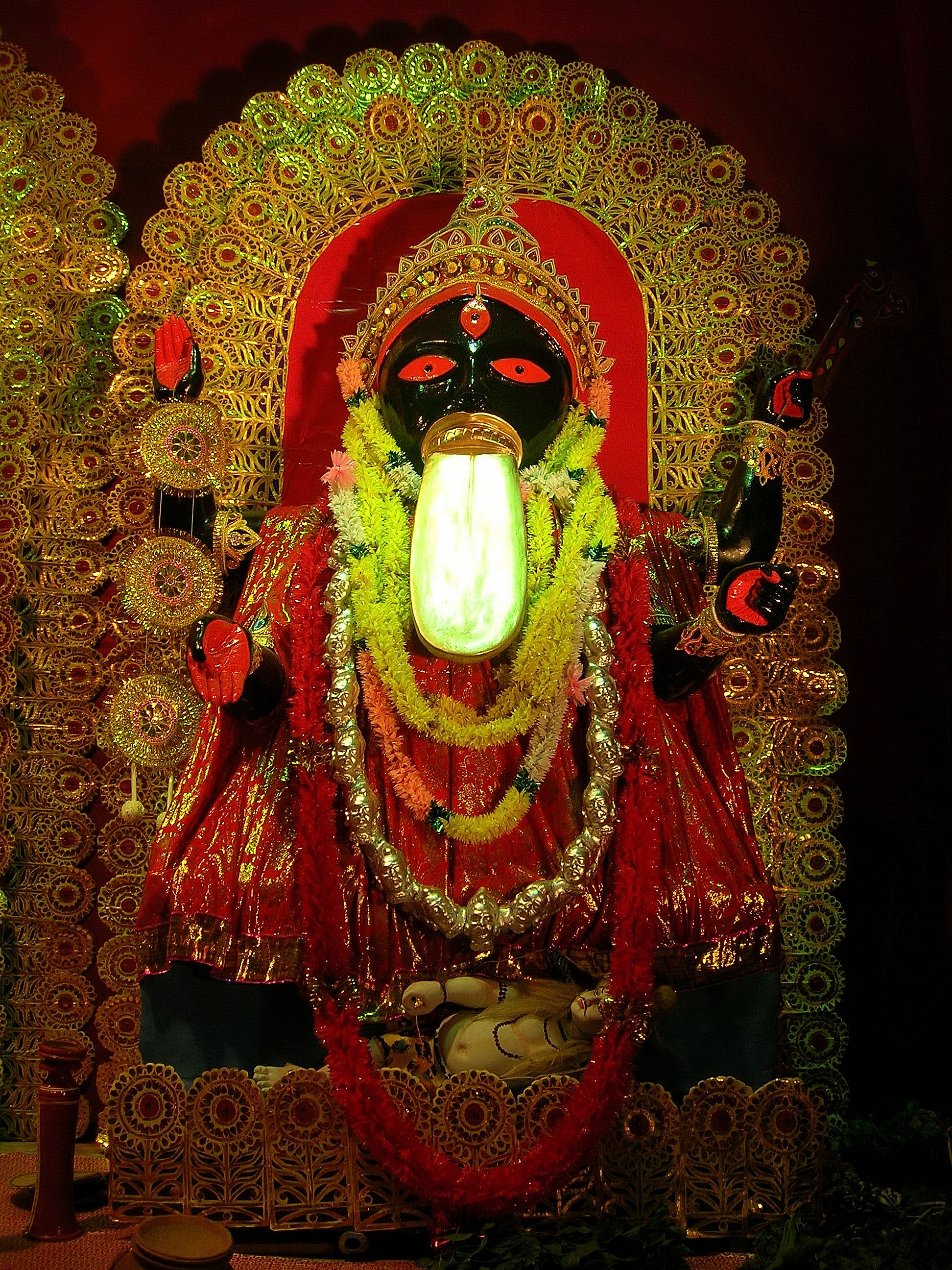
Kâlî dans un temple de Calcutta.

La sainte Sara-la-noire des Roms est la sainte patronne protectrice de leur peuple. Mais ceux qui ont une vision syncrétiste font le lien avec Kâlî, déesse dont le rôle est d'écouter et d'entendre les prières de ses dévots et de les accompagner dans toutes leurs vicissitudes en leur offrant une protection « magique » (Mâyâ) ou divine ; cela correspond à la mythologie hindoue :

« Au début des temps eut lieu la naissance des Rajputs – ou des Chauhan –, peuple de guerriers sacrés dévoués contre les forces négatives de l'univers. Leur naissance vient d'une grande incantation que saint Vashista fit aux dieux lors d'un sacrifice du feu sur le mont Abu [au Gujarat]. Il demandait que les forces du mal soient vaincues afin d'engendrer un monde meilleur. Trois déesses l'entendirent. Shaktidevi – déesse de la Force – chevauchant un lion et armée de son Trúsul (un trident sacré), descendit dans le monde des hommes et bénit les Chauban pour leur donner sa force. Ainsi firent Ãsãpuranã – une déesse des Souhaits – et Kãlikã (Kãli) qui promit de toujours écouter les prières des Rajputs et des Chauhan »

— Régis Blanchet, Un peuple-mémoire les Roms.
Cette Kâlî est une des facettes majeures de la Mâyâ primordiale (« Magie, illusion cosmique »), véritable substrat de l'univers dans son ensemble. Ses attributs, lui permettant de vaincre tous les ennemis du Bien, en ont fait la Déesse privilégiée des Kshatriyas, et par voie de conséquence des Jats, des Chauhan et des Rajputs dont une des branches disloquées par les envahisseurs islamiques formera un des plus importants contingents roms en partance vers l'ouest, leur servitude abolie dans l'Empire musulman.
Les dieux et déesses hindous sont multiformes et aux noms infinis, et chaque entité primordiale peut engendrer une série de dieux et de déesses secondaires qui ne sont rien d'autre que des hypostases en fonction qui changent de place dans la hiérarchie cosmique selon leurs œuvres et leurs dévots (d'où le fait que les divinités hindoues n'ont généralement pas d'enfants). Ainsi, pour éliminer deux démons puissants, Canda et Munda, la Yakshini Ambikâ fait apparaître Kâlî :

« Ambikâ se mit dans une colère terrible, ce pourquoi elle devint noire comme l'encre. De son front, la face violemment froncée, sortit soudainement Kâlî dans une apparence terrible, armée d'une épée et d'une corde. Portant une couronne, décorée d’une guirlande de crânes, revêtue d’une peau de tigre (…) elle dévora les hôtes des ennemis des Dieux »

— Devi Mahatmya (Sri Durgâ-Saptsati).

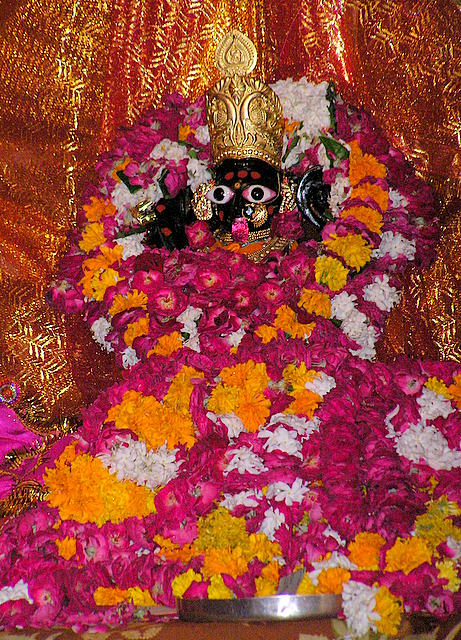
Kâlî dans un temple du Rajasthan.

La signification métaphysique de cette mythologie est que l'Esprit primordial est féminin dans l'hindouisme ; c'est la Mâyâ originelle et vénérée, Génitrice de tout l'univers :

« La Dévi (déesse) dit : « Je suis seule ici en ce monde. Tout autre être procède de moi. Toutes les Déesses ne sont que des attributs issus de moi-même et ne revenant qu'à moi-même. » Par toi seule, la Mère, le monde est rempli. Tu provoques les incarnations de tous les êtres terrestres, mais aussi celles des démons et des Dieux. Mère de toutes les créatures, tu es aussi le Temps et présides à tous les changements, toutes les mutations, tous les passages. Tu es le pouvoir de création mais aussi de destruction »

— Mârkandéya Purâna (मार्कण्‍डेय पुराण).
Le commentaire de ce passage, par W. R. Rishi, dans son ouvrage Roma, est le suivant :

« Ce texte fait référence à Kâlî en tant que partie féminine de Kâla, le Temps. Le Temps est le grand Destructeur, mais aussi le Grand Sauveur. Il tue, mais aussi garde en lui-même le secret de l'immortalité (Yama) comme peut le faire l'effrayant, l'errant, le porteur de crânes, Bhairava, qui, quand il est correctement prié, détruit toutes les peurs et tous les ennemis. Cette divinité première (Mâyâ) – et Kâlî est une des formes, noire et en colère purificatrice – soulage toutes les souffrances, est sans notion de faute ou de péché. Elle peut aussi prendre le nom de Kaumâri. Elle est la déesse de la Bonne Fortune, modeste, d'une grande sagesse et porteuse d'une foi saine. Elle est la Grande Nuit et la Grande Illusion, terrible avec ses flammes, ses aspects coupants et ses capacités à tuer les démons. »

Voici un chant de la Déesse Kâlî qui précise sa fonction divine :

« Celui qui est perdu dans une forêt en feu, ou celui qui est attaqué par des brigands dans un coin solitaire, ou celui qui est capturé par l'ennemi, ou celui qui est poursuivi par un lion, ou un tigre, ou par des éléphants sauvages, ou celui qui, sous les ordres d'un roi mauvais est condamné à mort ou a été emprisonné, ou celui dont le bateau est secoué dans une tempête ou sous une pluie battante, ou ceux qui sont confrontés à de terribles épreuves, ou qui sont affligés et dans la peine, que ces hommes se souviennent seulement de mon histoire et ils seront écartés de toutes ces embûches. Par mon pouvoir, lions, voleurs, ennemis, etc. sont écartés de ceux qui font appel à moi. »

Et contrairement à des préjugés sur la déesse Kâlî, cette Déesse, malgré son aspect effectivement terrifiant (qui est celui du Temps et de la puissance divine contre les démons), est une des Déesses hindoues considérée comme la plus maternelle et la plus compatissante ; les hindous connaisseurs de sa mythologie et des autres traditions sacrées savent que la déesse Kâlî enseigne à vivre selon l'Ahimsâ, à être végétarien, et à être compatissant envers toutes les créatures.

### La vierge noire
Sara la noire rappelle aussi le culte de la Vierge noire, avec qui elle est parfois confondue.
D'après Franz de Ville (Tziganes, Bruxelles 1956), Sara était rom :

« L'un des premiers membres de notre peuple à recevoir la première Révélation fut Sara la Kali. Elle était de naissance noble et dirigeait sa tribu sur les rives du Rhône. Elle connaissait les secrets qui lui avaient été transmis... Les Roms à cette période pratiquaient une religion polythéiste, et une fois par an ils portaient sur leurs épaules la statue d'Ishtar (Astarté) et allaient dans la mer pour y recevoir sa bénédiction. Un jour, Sara eut une vision qui l'informa que les saintes présentes à la mort de Jésus allaient venir, et qu'elle devait les aider. Sara les vit arriver sur leur embarcation. La mer était agitée, et le bateau menaçait de se renverser. Marie Salomé jeta son manteau sur les vagues et, l'utilisant comme un radeau, Sara flotta vers les saintes et les aida à atteindre la terre ferme par la prière. »

D'après la tradition, le bateau transportait Marie Salomé, femme de Zébédée et mère de Jean et Jacques le Majeur; Marie Jacobé, femme de Clopas, mère de l'apôtre Jacques le Mineur, et possible cousine de la Vierge Marie; Marie Madeleine; Lazare; Marthe, sœur de Lazare; Sainte Sara; Maximin et Marcelle.